# CYP2D6

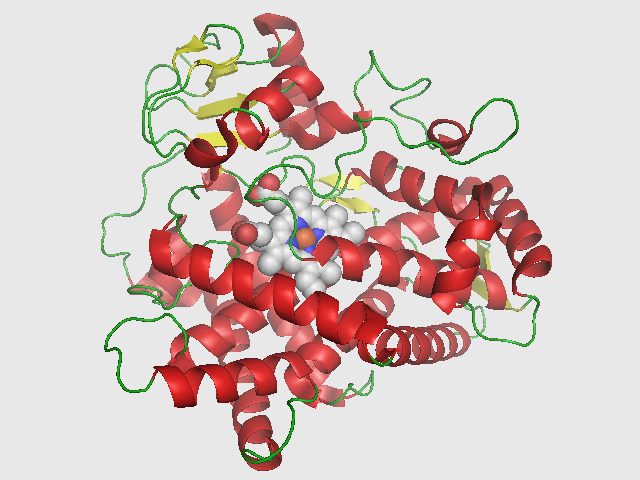
Imagen tridimensional de la CYP2D6.

CYP2D6 es el acrónimo de consenso internacional usado para referirse tanto a una enzima (EC 1.14.14.1) del complejo enzimático citocromo P450 como al gen que regula la síntesis de la misma. Habitualmente al referirse al gen se suele utilizar la letra cursiva: CYP2D6. La CYP2D6 forma parte de la familia CYP2, compuesta por 13 subfamilias, 16 genes y 16 pseudogenes, y está muy imbricada en el metabolismo de los esteroides y algunos fármacos.
Constituyen el 1,5% del total de enzimas p450 del hígado, estando su gen localizado en el cromosoma 22. La actividad de la CYP2D6 no cambia con la edad, siendo ligeramente menor en la mujer. Presenta polimorfismo genético y se ha planteado la posibilidad de que la deficiencia de estas enzimas podría ser un factor de riesgo para el desarrollo de enfermedad de Parkinson de aparición precoz debido a que carecen de esta barrera enzimática en el hígado para la entrada de una toxina dopaminérgica ambiental como es el metilfeniltetrahidropiridina (MPTP).

## Variabilidad delCYP2D6. Factores étnicos.
El CYP2D6 presenta una alta variabilidad fenotípica debida al polimorfismo genético. La actividad de la CYP2D6 puede ser descrita bajo uno de los siguientes patrones:
- Metabolizador normal o extensivo: La actividad enzimática es normal o levemente disminuida.
- Metabolizador lento: La actividad enzimática está muy disminuida o es inexistente.
- Metabolizador intensivo o ultrarrápido: Presentan varias copias del gen expresadas, por lo que la actividad es muy superior a la normal.

La determinación clínica del fenotipo se hace mediante la administración de debrisoquina, sustrato selectivo de la CYP2D6, y la determinación posterior de sus metabolitos en plasma. Más recientemente, se ha desarrollado un sistema conocido como AmpliChip, el cual hace la determinación automática del genotipo de los pacientes respecto al CYP2D6, aunque también es de utilidad para el CYP2C19. 
La raza es un factor en la variabilidad del CYP2D6. La prevalencia de los metabolizadores lentos es aproximadamente de un 6% al 10% en la etnia blanca, del 2% en la raza asiática, y mayor a 10% en la etnia negra.
Los metabolizadores ultrarápidos aparecen con más frecuencia en Oriente Medio y norte de África.
Esta variabilidad parece depender de la diferente tasa de presentación de dos alelos del CYP2D6, en concreto el CYP2D6*4 (no funcionante) y el CYP2D6*10.

## Fármacos relacionados con la CYP2D6.
| Fármacos relacionados con la CYP2D6., | |                                                                              |
| Sustratos. | Inhibidores. | Inductores.                                                                  |
| - Betabloqueantes - Metoprolol. - Carvedilol. - Timolol. - Alprenolol. - Atenolol. - Antiarrítmicos de clase I - Flecainida. - Lidocaína. - Propafenona. - Encainida. - Mexiletina. - Antidepresivos tricíclicos (Todo el grupo) - Imipramina. - Amitriptilina. - etc. - SSRI - Fluoxetina. - Paroxetina. - Opioides. - Codeína. - Tramadol. - Oxicodona. - Debrisoquina. - dextrometorfano. - venlafaxina. - Antipsicóticos. - Haloperidol. - Risperidona. - Perfenazina. - Tioridazina. - Zuclopentixol. - Remoxipride. - Aripiprazol. - Ondansetron. - Mianserina. - Fenformina. - Tropisetron. - Anfetaminas. - Clorfenamina. - Metoclopramida. - Tamoxifeno. - Alcaloides de la vinca. - vincristina. | - SSRI: - Citalopram. - Fluoxetina. - Paroxetina. - Terbinafina. - Quinidina. - Amiodarona. - Antihistamínicos: - Clorfenamina. - Difenhidramina. - Antipsicóticos: - Pimozide. - Tioridazina. - Clorpromazina. - Haloperidol. - Bupropion. - Celecoxib. - Cimetidina. - Clomipramina. - Cloranfenicol. - Cocaína. - Doxorubicina. - Metoclopramida. - Metadona. - Moclobemida. - Quinidina. - Ranitidina. - Ranolazin. - Ritonavir. - Doxepina. - Halofantrina. - Imipramina. - Levomepromazina. | - Piperidina. - Glutetimida. - Carbamazepina. - Dexametasona. - Rifampicina. |

Según esto, si un paciente toma al mismo tiempo paroxetina y propanolol, puede presentar efectos secundarios del segundo por acúmulo en el organismo, debido a la inhibición que ejerce la paroxetina sobre su metabolismo. Esta cuestión es especialmente interesante en el campo de la farmacovigilancia.
Respecto a la configuración de los genes, hay descritos al menos 116 alelos del CYP2D6, que codifican al menos 70 aloenzimas.